# Бодлиева библиотека
Бодлиевата библиотека (на английски: Bodleian Library, МФА: [ˈbɒdliən 'laibrəri]) е главната изследователска библиотека на Оксфордския университет. Тя е една от най-старите библиотеки в Европа и втората по големина в Англия след Британската библиотека, с над 11 милиона артикула. Известна е на учените от Оксфорд като Бодли или Бод. Съгласно Закона за библиотеките със законния депозит, тя е една от шестте библиотеки със законен депозит за творби, публикувани в Обединеното кралство, а по ирландските закони има право за заявка на екземпляр от всяка книга, публикувана в Република Ирландия. Бодлиевата библиотека оперира главно като справочен ресурс и по принцип документите не могат да бъдат изнасяни от читалните.
Всички оксфордски колежи притежават собствени библиотеки, които в редица случаи са създадени много преди основаването на Бодлиевата библиотека. В исторически план, колежанските библиотеки биват напълно независими от Бодлиевата. В последно време обаче, те се обединяват за определени цели в бившите Библиотечни служби на Оксфордския университет, известни днес като Бодлиевите библиотеки, от които Бодлиевата е само членка.
Наречена е на Томас Бодли, който през 1602 година възстановява занемарената библиотека на университета.